# Jordi Gené

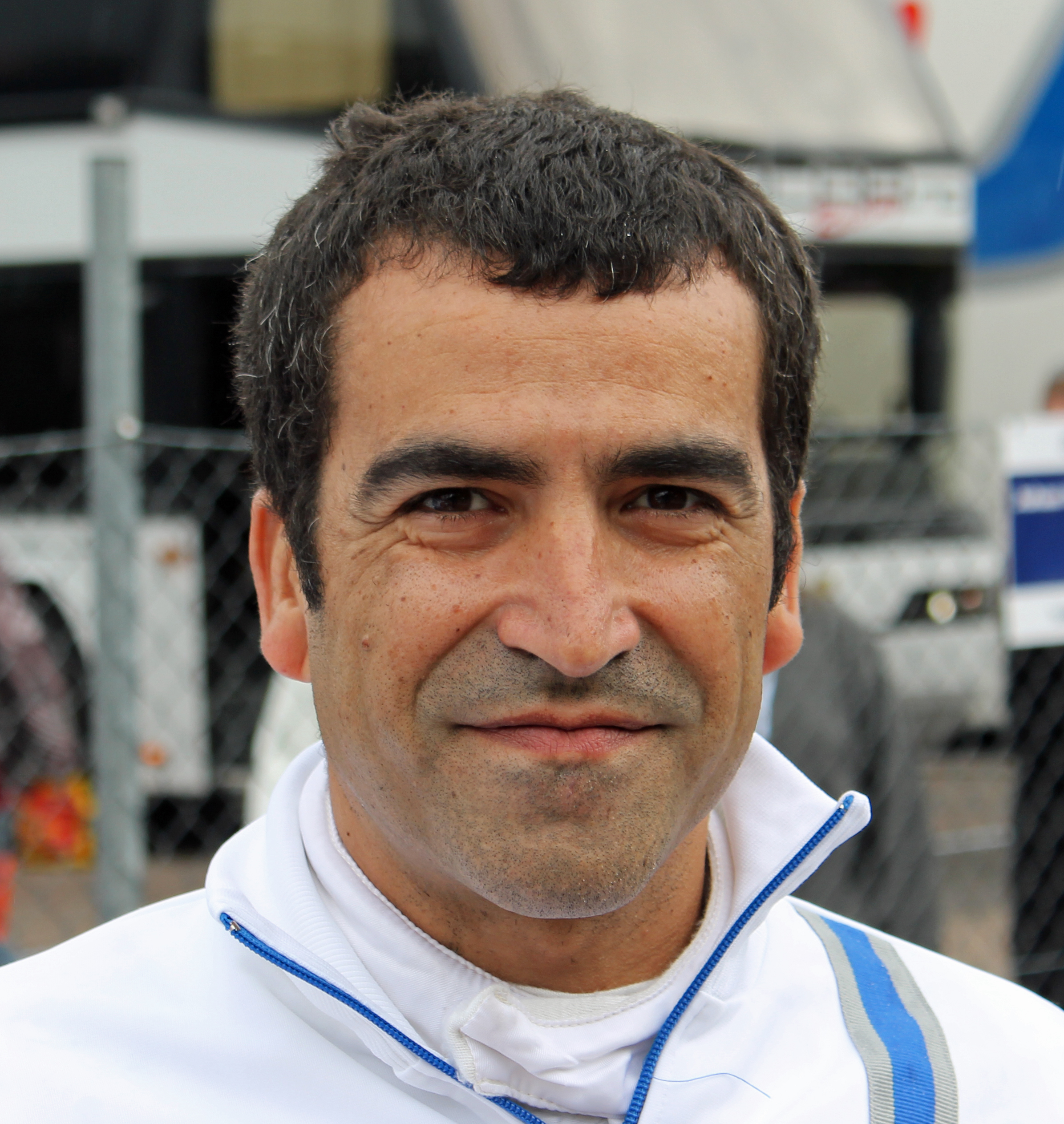
Jordi Gené 2012

Jordi Gené i Guerrero (* 5. Dezember 1970 in Sabadell) ist ein spanischer Autorennfahrer.

## Karriere
Jordi Gené begann seine Motorsport Karriere im Kartsport. 1986 gewann er die spanische Kartmeisterschaft, 1987 die Fiat-Uno-Meisterschaft und 1988 wurde er Meister in der spanischen Formel Ford.
1989 wechselte Gené in die britische Formel Ford und erreichte den fünften Platz in der Gesamtwertung. 1992 ging Gené in die Formel 3000. 1993 war ein Einsatz im neu gegründeten spanischen Formel-1-Team Bravo España geplant; daraus wurde jedoch nichts, weil Bravo noch vor dem ersten Rennen des Jahres den Betrieb einstellte. Stattdessen wurde Gené für Benetton-Ford Testfahrer in der Formel 1. 1994 fuhr er einige Rennen in der spanischen Tourenwagenmeisterschaft und eine halbe Saison in der Formel 3000. Nach einem zweiten Platz in der spanischen Tourenwagenmeisterschaft 1995 erreichte er 1996 den Meistertitel.
1998 und 1999 stieg Gené für Mercedes in die europäische Truck Meisterschaft ein. 2000 und 2001 startete er in der spanischen GT Serie und in der europäischen Le Mans Serie. Von 2002 bis 2004 fuhr er in der Tourenwagen-Europameisterschaft. Seit 2005 startet Jordi Gené in der neu eingeführten Tourenwagen-Weltmeisterschaft für Seat.
Jordi Gené ist verheiratet und hat zwei Kinder. Sein jüngerer Bruder Marc Gené ist ebenfalls als Rennfahrer aktiv.

## Statistik

### Le-Mans-Ergebnisse
| Jahr | Team     | Fahrzeug       | Teamkollege              | Teamkollege     | Platzierung            | Ausfallgrund    |
| ---- | -------- | -------------- | ------------------------ | --------------- | ---------------------- | --------------- |
| 2000 | ROC      | Reynard 2KQ    | Jean-Christophe Boullion | Jérôme Policand | Ausfall                | Motorschaden    |
| 2001 | ROC Auto | Reynard 2KQ-LM | Jean-Denis Delétraz      | Pascal Fabre    | Rang 5 und Klassensieg |                 |
| 2002 | ROC Auto | Reynard 2KQ-LM | Peter Owen               | Mark Smithson   | Ausfall                | Getriebeschaden |